# Дублёр (фильм, 2000)
«Дублёр» (англ. The Alternate) — американский художественный фильм в жанре боевика, поставленный режиссёром Сэмом Фёрстенберомг.

## Сюжет
Президент США Фоллбрук, осознав, что переизбрание на второй срок ему уже не светит, придумывает довольно необычный план: он решает инсценировать своё похищение террористами и последующее спасение из плена. Операция поручена отряду спецназовцев под командованием «Лидера». Однако в последний момент «Лидер» убивает президента и, уничтожив свой отряд, скрывается вместе с кучей президентских денег. Ложное похищение превращается в террористический акт, под угрозой уничтожения — невинные люди. Вскоре оказывается что убитый президент — подставное лицо, а за убийцей охотится правительственный агент «Дублёр».

## В ролях
| Актёр            | Роль                       |
| ---------------- | -------------------------- |
| Эрик Робертс     | «Дублёр»                   |
| Брайан Джинесс   | «Лидер»                    |
| Айс-Ти           | агент Уильямс              |
| Майкл Мэдсен     | агент Джек Бриггс          |
| Джон Бек         | президент Фоллбрук         |
| Дж. Синтия Брукс | миссис Фоллбрук            |
| Элайза Робертс   | начальник штаба Дональдсон |
| Брук Тисс        | Мэри                       |
| Свен-Оле Торсен  | секретный агент            |

## Премьера
- ЮАР — 7 апреля 2000 года (премьера на видео)
- США — 16 мая 2000 года (премьера на видео)
- Норвегия — 15 января 2003 года (премьера на видео)

## Съёмки
Часть сцен снимали в выставочном центре Park Plaza Hotel в Лос-Анджелесе (штат Калифорния). Выпуском занималась голливудская компания Nu Image.